# Lola Díaz González-Blanco
Lola Díaz González-Blanco (Villaseca de la Sagra, Toledo, 15 de noviembre de 1956) es una gestora cultural española especializada en la Internacionalización y la cooperación de la cultura mediante el diseño de planes estratégicos.

## Trayectoria profesional
Díaz es licenciada en Derecho por la Universidad Complutense de Madrid, ampliando su formación en programas de gestión, comunicación cultural, cooperación al desarrollo e internacionalización de la educación superior.
Su experiencia profesional en el campo de la cultura oscila desde el diseño de planes estratégicos, la docencia, la consultoría, y las relaciones institucionales. 
De 1986 a 1991 fue Socia fundadora de la empresa de comunicación CSP. Gabinete de Medios. 
Ha ejercido como Directora de comunicación y marketing del Grupo Santillana Ediciones Generales, Alfaguara, Taurus, Pais Aguilar, etc en los años 90.
Ha participado en actividades y programas internacionales en diferentes países: en 1998 es invitada por el Gobierno de Estados Unidos para el "Programa de Visitantes Internacionales" en Nueva York, Washington Cleveland y Miami, del ICEP de Portugal para el programa de difusión cultural “Perfil de Portugal” en 2001 y del Gobierno Francés para entablar negociaciones sobre actividades culturales con diversas entidades francesas y el CBA en 2004.
Posteriormente, desde el año 1999 hasta el 2004 fue Subdirectora del Círculo de Bellas Artes de Madrid, bajo su gestión supervisó innumerables actividades culturales relacionadas con la ciencia, las humanidades y las artes. Además de coordinar diversos encuentros de Centros Culturales Europeos*, o el Encuentro de la Red de Centros Culturales de América y Europa.
En los años 2004 y 2005 fue Asesora de comunicación y marketing de siglo XXI de España Editores.
Fue Coordinadora Ejecutiva del VI Congreso Iberoamericano de Editores en el año 2006 convocado por el Grupo Iberoamericano de Editores y organizado por la Federación de Gremios de Editores de España.

En el Centro Cultural de España en Buenos Aires dirigió el seminario Crónicas de la diversidad. Espacios, protagonistas, tensiones en el año 2007.
Según palabras de Díaz González-Blanco, "...nos gustaría apuntar algunas iniciativas que favorezcan el diálogo y la pluralidad en estos espacios para la diversidad, que entendemos deben ser las ciudades del siglo XXI. El objetivo es que se conviertan en lugares donde la igualdad y la integración no sean sinónimos de uniformidad y seamos capaces de convivir con las diversidades. Esperamos que la multiplicidad de enfoques de este encuentro, sociológico, político, urbanístico, entre otros, nos den claves para afrontar el reto de vivir en un entorno de riqueza cultural, de conocimiento recíproco y de respeto mutuo entre personas y grupos de diversos orígenes, lenguas, religiones y culturas.
Participó en el Congreso Iberoamericano de Alfabetización SEGIB, OEI, del Ministerio de Educación de Cuba en La Habana, 2008.
Desde el año 2008 fue Gestora del Fondo de la SECI / AECID* en la OEI, encargada de la coordinación institucional entra la SECI/AECID* en la OEI, del seguimiento del memorando de entendimiento y del plan operativo anual, y del seguimiento de programas y proyector OEI financiados por el Fondo Español.
Desde el año 2009 hasta el año 2014 fue Directora de Relaciones Internacionales, Instituciones y Cultura de la Universidad Nacional e Educación a Distancia, UNED, y entre 2010 y 2013 coordinó el comité ejecutivo del proyecto IberVirtual adscrito a las Cumbres Iberoamericanas de Jefes de Estado y Gobierno en la Universidad a Distancia de la UNED con el fin de transferir líneas de conocimiento mediante la formación a distancia de colectivos en situaciones de difícil acceso a la enseñanza superior presencial.
Participó en los congresos "Universidad 2010" y "Universidad 2012" en Cuba.
Fue Evaluadora de la Universidad de Granada para proyectos de Cooperación Interuniversitaria entre los años 2011 y 2014.
En 2013 y 2014 fue miembro del Comité de Pilotaje del Informe OCDE, la Educación a Distancia en Iberoamérica.
Desde 2014 colabora con instituciones culturales y educativas como consultora y formadora independiente. Sigue impulsando el debate cultural, entre ellos “Los espacios culturales ante la participación ciudadana”, con la Plataforma Ciudadana Somos Barrio y Camón Madrid (2016)".
En 2016 imparte las charlas "El libro como dinamizador cultural de la ciudad" en el Centro Cultural de España en Costa Rica, una visión sobre iniciativas culturales que ayudan a dinamizar la vida cultural y económica de las ciudades.
Es Vicepresidenta de la Asociación Mujeres en las Artes Visuales, MAV desde el año 2017 y Vocal de la Asociación Red Transatlántica desde el 25 de marzo de 2017.

### Docencia
Su faceta pedagógica la ha desarrollado impartiendo docencia en múltiples Máster relacionados con la gestión y políticas culturales, comunicación editorial y nuevas tendencias.
- Máster Oficial de Liderazgo de Proyectos Culturales: Universidad Juan Carlos I los cursos 2011/2012, 2012/2013, 2013/2014, 2016/2017.[2]
- Máster de Gestión Cultural en la Universidad Carlos III de Madrid los Cursos 2004/2005, 2006/2007, 2008/2009.[2]
- Máster de Edición. Universidad de Alcalá de Henares y Publish en Madrid el curso 2008/09.[2]